# Rokietnica (Basses-Carpates)
Pour les articles homonymes, voir Rokietnica.
Rokietnica est une localité polonaise, siège de la gmina de Rokietnica, située dans le powiat de Jarosław en voïvodie des Basses-Carpates.